# Boffalora d’Adda
Boffalora d’Adda (lombardul: Bufalòra) település Olaszországban, Lombardia régióban, Lodi megyében. Lakosainak száma 1724 fő (2023. január 1.). Boffalora d’Adda Dovera, Galgagnano, Lodi, Montanaso Lombardo, Spino d’Adda és Zelo Buon Persico községekkel határos.

## Népesség
A település népességének változása:
| Lakosok száma | 1729 | 1770 | 1724 |
|               | 2017 | 2018 | 2023 |